# Schwertwal
Der (Große) Schwertwal (Orcinus orca), auch Orca, Killerwal, Mörderwal oder veraltet Butzkopf genannt, ist die größte heute vorkommende Art der Delfine. Schwertwale leben in allen Ozeanen, hauptsächlich in den Polargebieten.
Schwertwale sind soziale Tiere mit einer komplexen Populationsstruktur. Die kleinste Einheit ist die Mutterlinie, ein sehr enger Verband von mütterlicherseits verwandten Walen. Sowohl auf der Ebene der Mutterlinie als auch auf höheren Populationsebenen werden bestimmte Jagdtaktiken und Lautäußerungen an Jungtiere weitergegeben, was zuweilen als Kultur bewertet wird.
Es gibt drei Unterarten:
- Residenter Schwertwal (Orcinus orca ater, Cope in Scammon, 1869).
- Gemeiner Schwertwal (Orcinus orca orca, Linnaeus, 1758).
- Bigg-Schwertwal (Orcinus orca rectipinnus, Cope in Scammon, 1869).

Diese wurden lange als Ökotypen angesehen, im Juli 2024 jedoch offiziell als Unterarten anerkannt. Sie unterscheiden sich in ihrem Körperbau, ihren Lautäußerungen und in ihrem Verhalten.
Der Schwertwal ist ein generalistischer Fleischfresser, der insbesondere Fische, Meeressäuger wie Robben und gelegentlich andere Wale erbeutet. In seltenen Fällen gehören auch ausgewachsene Bartenwale zu ihrer Beute. Lokale Ökotypen spezialisieren sich meist auf bestimmte Beutetiere, für die sie besondere Jagdstrategien haben. Schwertwale sind Spitzenprädatoren der Meere, da sie keine Fressfeinde haben. Sie jagen koordiniert in Gruppen.
Der Schwertwal als Art gilt als nicht gefährdet, vom Walfang blieb er weitgehend verschont. Einzelne Populationen sind jedoch durch Umweltverschmutzung bedroht. Die kulturelle Bedeutung des Schwertwals reicht von der traditionellen Verehrung durch nordamerikanische Ureinwohner bis hin zur heutigen, umstrittenen Haltung in Delfinarien.

Größenvergleich mit einem Taucher

## Merkmale

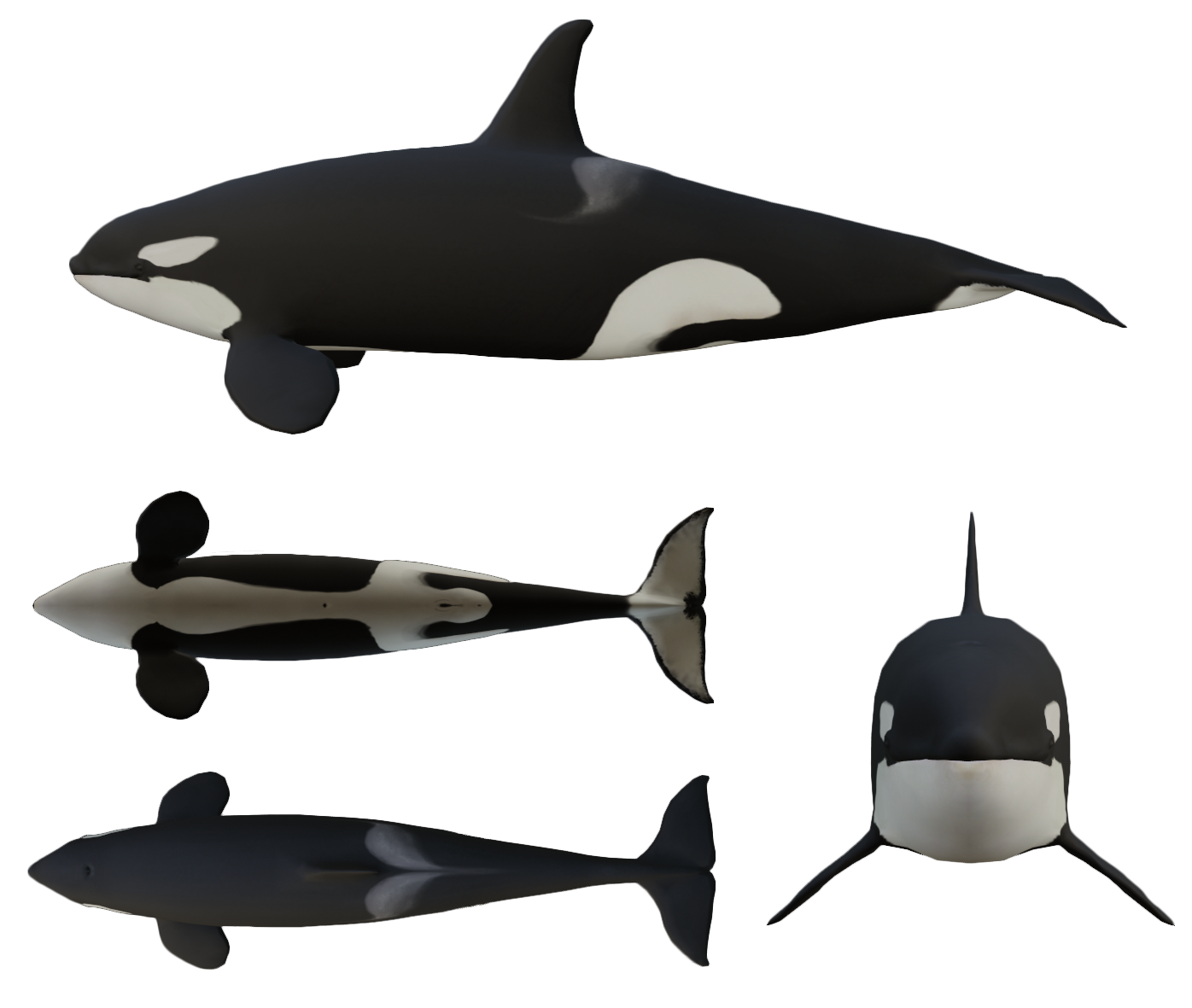
Aussehen eines Schwertwals (weiblicher Phänotyp)

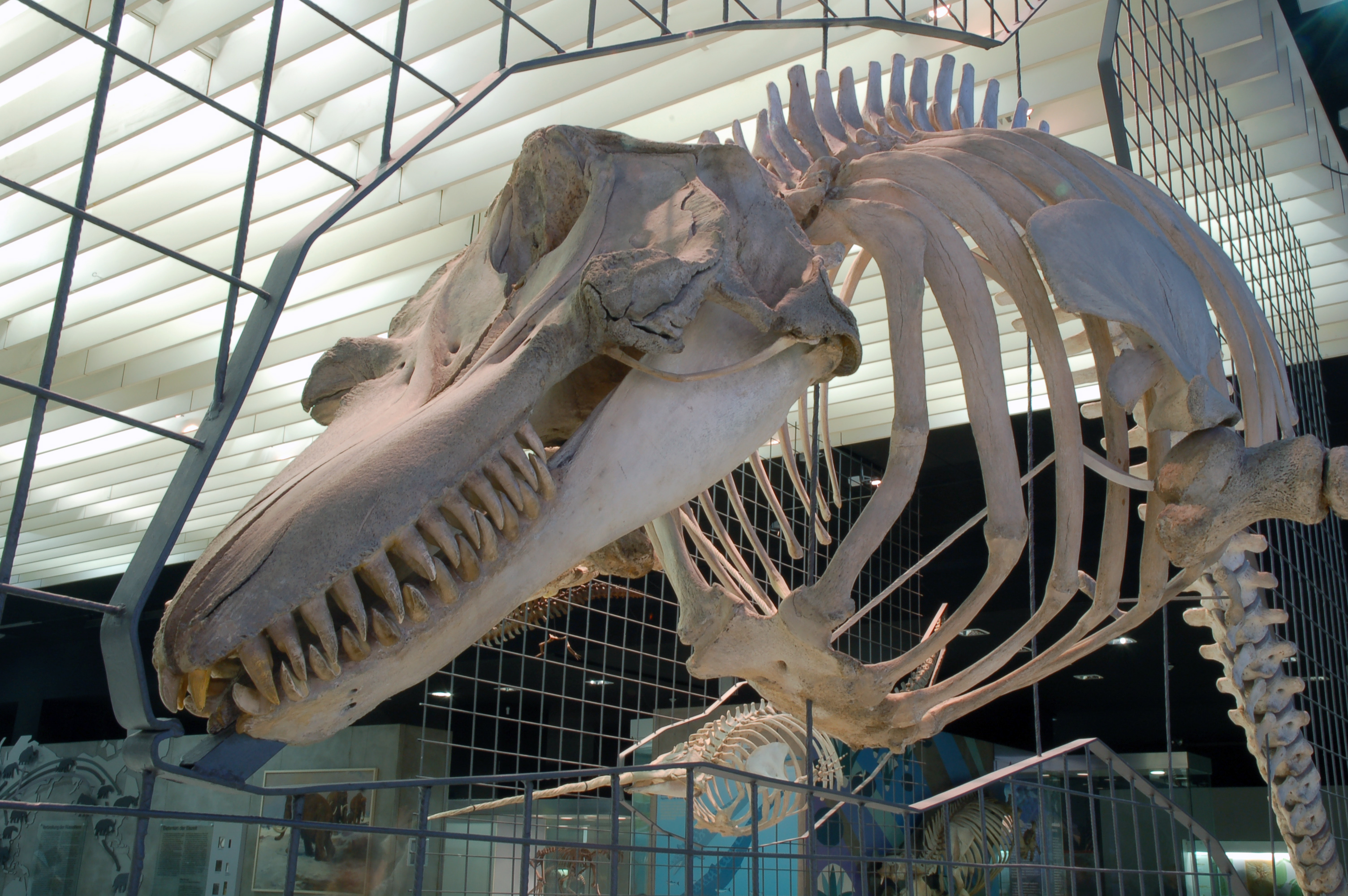
Skelett eines Schwertwals, Senckenberg-Museum (Frankfurt am Main)

Der Schwertwal ist die größte Art der Delfine. Schwertwalbullen werden bis zu 9,8 m lang, Kühe (die Weibchen) bleiben mit maximal 8,5 m deutlich kleiner. Durchschnittslängen betragen 7 m bei Weibchen und 8,2 m bei Männchen. Das größte dokumentierte Gewicht wurde mit 6,6 t bei einem 7,65 m langen Bullen festgestellt. Die Bullen haben proportional größere Flossen. Besonders auffällig ist die bis zu 1,8 m hohe dreieckige Finne der Bullen, die der Art den Namen „Schwertwal“ gab. Die Finne bleibt bei Kühen unter 1 m. Die paddelförmigen Flipper werden beim Bullen rund 2 m lang, bei der Kuh 1,5 m. Die Fluke wird bis zu 2,8 m breit, ist in der Mitte deutlich eingekerbt und an den Innenrändern konkav gebogen. Der Blas ist 1–2 m hoch und nicht immer sichtbar. Insgesamt besteht in vielerlei Hinsicht ein Sexualdimorphismus.
Ein charakteristisches Merkmal der Art ist ihre kontrastreiche schwarz-weiße Färbung. Der Rücken ist schwarz, während der Bauch und ein Fleck hinter jedem Auge weiß abgesetzt sind. Hinter der Finne findet sich ein grauer Sattel. Die Unterseite der Fluke ist bis auf ihre Ränder weiß. Bei Neugeborenen sind die weißen Bereiche gelblich bis orange gefärbt. Die Ausprägung der Färbung variiert außerdem je nach Ökotyp. Einige antarktische Orcas sind aufgrund von Kieselalgen im Wasser braun und gelb. Auch wurden gänzlich anders gefärbte Schwertwale beschrieben, so sichteten russische Wissenschaftler bei den Kommandeurinseln im Nordpazifik ihrer Aussage nach einen vollständig weißen erwachsenen Schwertwal. Im Jahr 2020 konnte ein weißer Schwertwal vor Alaska gefilmt werden. Auch melanistische Exemplare wurden dokumentiert.
In der Feldforschung werden einzelne Individuen durch verschiedene Merkmale unterschieden. Variationen wie Kerben, Kratzer und Risse an der Rückenflosse und das Muster von Weiß oder Grau im Sattelfleck sind einzigartig. Veröffentlichte Verzeichnisse enthalten identifizierende Fotos und Namen für Hunderte von Tieren im Nordpazifik. Auch andere Populationen sind mittlerweile ähnlich gut untersucht. Die Fotoidentifikation hat es ermöglicht, die lokale Orca-Population jedes Jahr zu zählen, anstatt sie zu schätzen, und hat einen großen Einblick in Lebenszyklen, soziale Strukturen und Gefährdungszustand ermöglicht.
Der Knochenbau ist typisch für Delfine, jedoch, im Vergleich zu anderen Arten, robuster. Der Schädel des Schwertwals, insbesondere die Oberkieferknochen, sind sehr breit und kräftig gebaut. Ein für Delfine ungewöhnlich gut entwickeltes Schläfenfenster bietet Ansatz für eine starke Kaumuskulatur. Jede Kieferhälfte trägt 10–14 konische Zähne von 2,5–5 cm Durchmesser, insgesamt sind es 40–56 Zähne. Um starke und bewegliche Beute zu fixieren und zu zerreißen, greifen die Zähne von Ober- und Unterkiefer ineinander. Die Kiefer von Schwertwalen zeigen oft Fehlstellungen oder stark abgenutzte Zähne, was auf die Gegenwehr großer Beute zurückzuführen ist. Der Körper des Schwertwals wird von 50 Wirbeln gestützt.
Aufgrund des sehr charakteristischen Aussehens kommt es selten zu Verwechslungen mit anderen Arten. Jungtiere können aus der Ferne z. B. für Unechte Schwertwale oder Rundkopfdelfine gehalten werden.

## Verbreitung

Verbreitung des Schwertwals (blau)

Der Schwertwal im weiteren Sinne ist weltweit verbreitet, in tropischen Gewässern ist er jedoch vergleichsweise selten. Die größten Populationen finden sich in höheren Breiten, insbesondere im Nordpazifik, Nordatlantik und den Polarmeeren. Der Großteil der Schwertwalpopulationen lebt die meiste Zeit in relativer Nähe zur Küste. In europäischen Gewässern ist der Schwertwal insbesondere vor Norwegen häufig. Die Art bewohnt jedoch auch die Gewässer um Grönland, Island, Jan Mayen, die Färöer, die Bäreninsel, Franz-Josef-Land, Spitzbergen, Nowaja Semlja, die britischen Inseln und die Gewässer der nördlichen Nordsee. In der südlichen Nordsee, etwa vor Schweden, Dänemark, Deutschland und den Niederlanden ist der Schwertwal seltener, dasselbe gilt für die Ostsee. Im Ärmelkanal und vor Westeuropa werden Schwertwale nur sehr selten gesichtet. Im Mittelmeer werden nur in Ausnahmefällen aus dem Atlantik zugewanderte Exemplare beobachtet.
Es wurde beobachtet, dass im Zuge der globalen Erwärmung und des Rückgangs des Eises Schwertwale immer häufiger in solche arktische Regionen vorstoßen, die sie bisher wegen des Eises, das ein Verletzungsrisiko für ihre Rückenfinne darstellt, gemieden haben. Dadurch könnten sie dem Eisbären die Rolle des Spitzenprädators der Arktis streitig machen. Da die Bären sich bei Schwund der Eisfläche länger als bisher im Wasser aufhalten, können Schwertwale inzwischen eine potentielle Bedrohung für Eisbären sein.

## Unterarten und Ökotypen

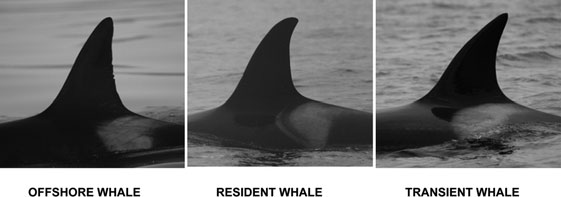
Vergleich der Finnen von Offshore-, Resident- und Transient-Schwertwalen im Nordost-Pazifik

Es existieren eine ganze Reihe verschiedener Schwertwal-Typen, die sich in Körperbau, Färbung, Sozialverhalten, Lautäußerungen, Verhalten und insbesondere auch anhand der bevorzugten Beutetiere unterscheiden. Drei Typen sind inzwischen als Unterarten anerkannt:
- Residenter Schwertwal (Orcinus orca ater, Cope in Scammon, 1869).
- Gemeiner Schwertwal (Orcinus orca orca, Linnaeus, 1758).
- Bigg-Schwertwal (Orcinus orca rectipinnus, Cope in Scammon, 1869).

Weitere Schwertwal-Typen werden als Ökotypen bezeichnet. Man ging bis Juli 2024 von 10 verschiedenen Typen aus, fünf auf der Südhalbkugel und fünf auf der Nordhalbkugel. Als Begriffe für die sehr gut untersuchten Populationen im Nordost-Pazifik vor British Columbia, Washington State und Alaska wurden die Bezeichnungen resident, transient und offshore geprägt. Die Ökotypen kommen oftmals sympatrisch vor, sie treten jedoch kaum in sozialen Kontakt untereinander; insbesondere kreuzen sie sich nicht.
Schwertwale der südlichen Hemisphäre:
- Antarktischer Typ-A-Schwertwal
- Großer Typ-B-Schwertwal (Packeis-Schwertwal)
- kleiner Typ-B-Schwertwal (Gerlache-Schwertwal)
- Typ-C-Schwertwal (Rossmeer-Schwertwal)
- Typ-D-Schwertwal

Schwertwale der nördlichen Hemisphäre:
- Residenter Schwertwal (Orcinus orca ater, besonders bekannt ist die Southern-Resident-Population)
- Transienter Schwertwal / Bigg-Schwertwal (Orcinus orca rectipinnus)
- Offshore-Schwertwal
- Schwertwal des östlichen Nordatlantik Typ 1
- Schwertwal des östlichen Nordatlantik Typ 2

Für die weltweite Einteilung schlagen Forney & Wade (2007) drei grundlegende Kategorien vor:
- Mammal-eaters (Säugetierfresser): Diese Schwertwale jagen insbesondere andere Meeressäuger wie Robben und Wale. Im Nordostpazifik leben einige vor allem auf Robben spezialisierte, als transient bezeichnete Populationen, und auch an der Atlantikküste Argentiniens lebt eine auf Robben spezialisierte Population. Die neuseeländischen Gewässer bewohnt ein Ökotyp, der hauptsächlich anderen Walen nachstellt. Die Antarktis-A-Schwertwale sind auf die Jagd von Zwergwalen (Balaenoptera bonaerensis) spezialisiert. Ebenso findet sich in der Antarktis mit Typ B ein Robben-Spezialist, der neben Meeressäugern auch Pinguine angreift. Auch die Populationen vor Grönland haben andere Meeressäuger zur bevorzugten Beute gemacht und greifen neben Robben auch andere Wale regelmäßig an.[19][24][21][25][26]
- Coastal Fish-eaters (Küstenfischfresser): Diese Populationen halten sich meist in der Nähe der Küste auf und jagen überwiegend Fische. Ein typisches Beispiel sind die Resident-Populationen des Nordpazifiks, ebenso gehören die Schwertwale vor Norwegen und einige weitere europäische Populationen etwa vor Island zu diesem Typ. In Neuseeland sind zwei von drei Populationen hauptsächlich Fischfresser. In der Antarktis sind die Coastal Fish-eaters durch die Typen Antarktis C und D vertreten.[23][21][22][27][28]
- Oceanic and Neritic Killer Whales (ozeanische und neritische Killerwale): Solche Populationen sind beispielsweise an der amerikanischen Westküste von Alaska bis Mexiko bekannt; dort wurde für sie der Begriff offshore geprägt. Sie sind weit weniger an Küsten gebunden als die meisten Populationen und kommen vom Kontinentalschelf bis zu 200 Meilen von der Küste entfernt vor. Über die Lebensweise von solchen Schwertwalen ist nur wenig bekannt; die Ernährung besteht offenbar hauptsächlich aus Fisch, schließt aber auch Kopffüßer und Meeressäuger ein.[23][18]

## Lebensweise

### Verhalten

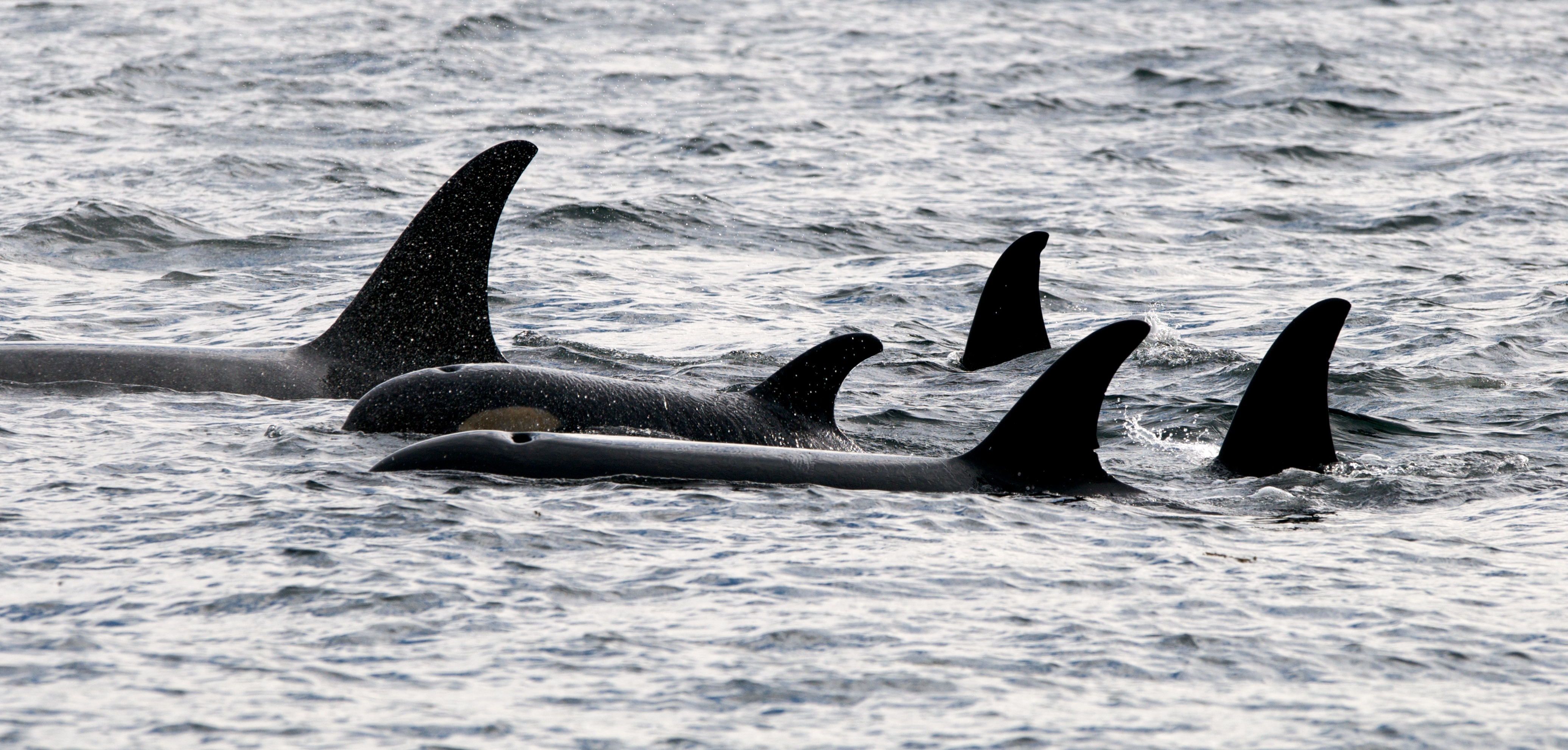
Ziehende Schwertwale vor British Columbia

Schwertwale bewegen sich meist in Gruppen: Mammal-eaters beobachtet man meist in Gruppen von weniger als 10 Exemplaren, Coastal Fish-eaters treten üblicherweise in 5–50 Individuen umfassenden Gruppen auf. Oceanic and Neritic Killer Whales bilden Aggregationen von 10–70 Tieren. Seltener kommen Massenansammlungen von bis zu 150 Schwertwalen vor. Ziehende Gruppen bewegen sich mit im Schnitt rund 10 km/h fort, erreichen jedoch auch Geschwindigkeiten von über 20 km/h. Rastende Schwertwale bewegen sich sehr langsam, bleiben unter Wasser und tauchen alle 2–5 Minuten auf. Gelegentlich verweilen Schwertwale auch bewegungslos an der Wasseroberfläche. Als Sozialverhalten lassen sich Luftsprünge und ähnliches Verhalten deuten. Neben Rasten und Ziehen verwenden Schwertwale 60–95 % ihrer Zeit zur Nahrungssuche.

### Populationsstruktur
Dem Sozialverhalten des Schwertwals liegt eine komplexe Populationsstruktur zugrunde, deren Grundeinheit die Mutterlinie (matriline) ist. Solch eine typische Gruppe besteht aus einer alten Kuh, ihren Kälbern sowie den Kälbern ihrer weiblichen Jungtiere. Es handelt sich um eine sehr enge Bindung, nur gelegentlich bewegen sich Individuen für mehr als ein paar Stunden abseits der restlichen Mutterlinie. Permanenter Wechsel in eine andere Mutterlinie wurde bisher nicht beobachtet, in seltenen Fällen aber werden Männchen zu Einzelgängern, die gelegentlich mit wechselnden anderen Verbänden beobachtet werden. Eine größere Populationsebene ist die Schule (pod), ein Verband von eng verwandten Mutterlinien. Mutterlinien einer Schule sind oft für Wochen oder Monate getrennt, interagieren jedoch öfter mit Mutterlinien der eigenen Schule als mit anderen Schulen. Der Schule übergeordnet ist der Klan (clan). Alle Mitglieder eines Klans zeichnen sich durch ein ähnliches Lautrepertoire aus, was auf deren Ursprung und Aufspaltung aus einer Mutterlinie hinweist. Dem Klan übergeordnet ist die Gemeinschaft (community), eine regionale Gruppe von Clans desselben Ökotyps. Im NO-Pazifik existieren zum Beispiel drei Gemeinschaften der Residents: southern (1 Klan, 3 Schulen), northern (3 Klans, 16 Schulen) und southern Alaskan (2 Klans, 11 Schulen). Auch wenn diese Populationsstruktur vor allem an Schwertwalen des NO-Pazifiks untersucht wurde, deuten allgemeine Indizien auf eine weltweite Verbreitung dieser Sozialstruktur hin. Auch bei norwegischen Schwertwalen wurde zumindest ein Mutterlinien-System zweifelsfrei bestätigt, ebenso eine Unterteilung in Klans mit verschiedenen Dialekten. Die Paarungsstruktur wurde durch Biopsiepfeile und Vaterschaftstests an Residents im NO-Pazifik aufgeklärt: Männchen paaren sich vorwiegend mit Kühen aus anderen Klans derselben Gemeinschaft, offenbar in temporären Begegnungen. Die Interaktionen von verschiedenen Schwertwalgruppen wurden in Norwegen erforscht, wo sich regelmäßig mehrere Mutterlinien an Heringsschwärmen sammeln. In den allermeisten Fällen tolerierten sich die Gruppen, gelegentlich wurde jedoch beobachtet, dass größere Gruppen andere Gruppen vertrieben. Womöglich hängt dies mit der hohen räumlichen Konzentration von Heringen oder deren Abnahme durch Überfischung zusammen.
Jede Mutterlinie entwickelt eigene Lautäußerungen und Jagdtechniken, die an die Kälber weitergegeben werden. Schwertwale wurden mehrfach dabei beobachtet, Jungtiere etwa in Richtung von Beute zu stoßen oder ihnen bereits gefangene und geschwächte Beutetiere zuzuwerfen. Ein Beispiel ist auch das absichtliche Stranden von Schwertwalen vor Argentinien, um Robben in der Brandung zu fangen: Dies wird 3–5 Jahre alten Kälbern beigebracht, indem sie auf den Strand geführt und wieder ins Wasser gestoßen werden. Solche Verhaltensunterschiede zwischen den Mutterlinien werden von Biologen als Manifestation von Kultur gewertet.

### Lautäußerungen
Wie alle Delfine nutzt der Schwertwal ein breites Lautrepertoire zur Kommunikation und Echoortung. Die fischfressenden Residents im Nordostpazifik kommunizieren beim Jagen über sich wiederholende klare Laute. Dabei nutzen sie je nach Schule 7–17 verschiedene Typen von Lautäußerungen. Säugetiere jagende Schwertwale kommunizieren beim Beutefang hingegen nicht und nutzen auch nahezu keine Laute zur Echoortung – wohl, um Beute nicht unnötig auf sich aufmerksam zu machen. Während rastende Schwertwale meist ruhig sind, äußern sie beim Sozialverhalten sich nicht wiederholende variable und pulsierende Laute. Ähnliches Lautäußerungsverhalten ist von Schwertwalen vor Norwegen bekannt.
- Schwertwal-Lautäußerungen – Klangbeispielⓘ/?

### Ernährung und Jagdverhalten

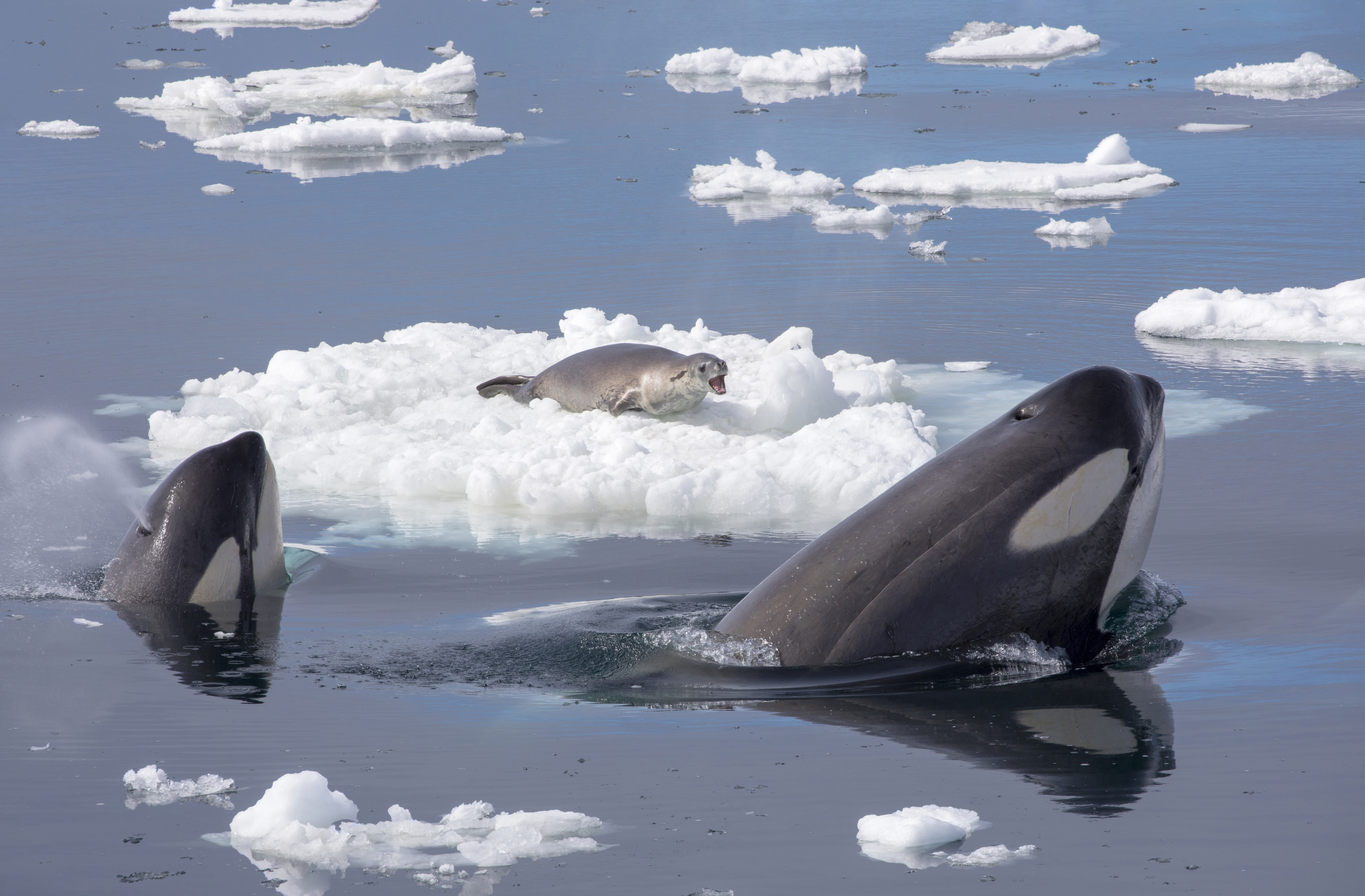
Antarktische Schwertwale greifen einen Krabbenfresser an.

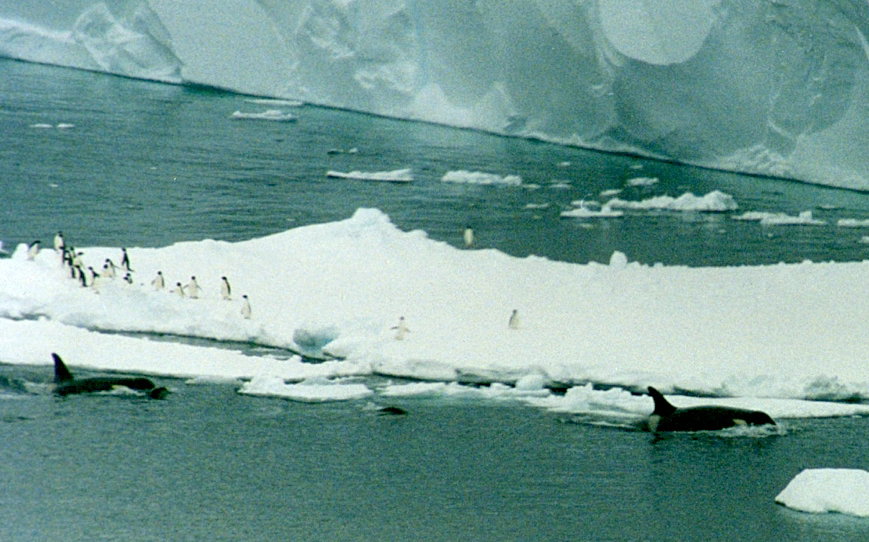
Schwertwale umkreisen eine Eisscholle mit Pinguinen.

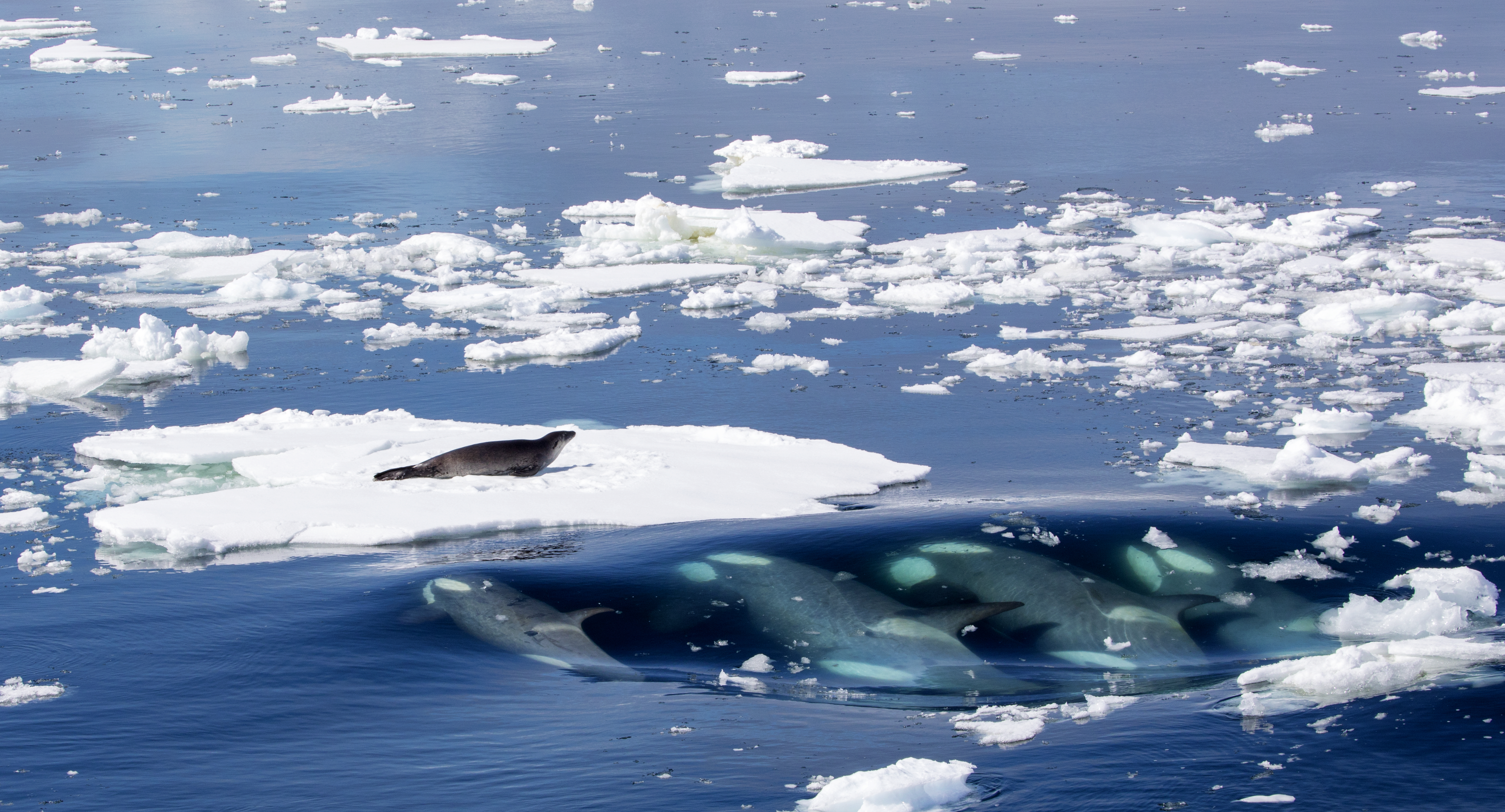
Schwertwale erzeugen eine Welle, um die Robbe von der Eisscholle zu werfen

Der Schwertwal ist ein Spitzenprädator. Global gesehen umfasst sein Nahrungsspektrum mindestens 140 Arten von Fischen, Meeressäugern, Seevögeln, Kopffüßern und Meeresschildkröten. Örtlich spezialisieren sich Schwertwal-Ökotypen auf bestimmte Beutetiere und praktizieren auf ihre Beute zugeschnittene Jagdstrategien. Schwertwale sind insbesondere für koordinierte Gruppenangriffe auf ihre Beute bekannt. Die norwegischen Schwertwale ernähren sich vorwiegend von Heringen und jagen diesen in meist bis zu 20, gelegentlich auch bis zu 100 m Tiefe nach. Daneben praktizieren einige Gruppen das sogenannte „Karussell“: Bei dieser Taktik wird ein Heringsschwarm an die Wasseroberfläche gejagt, mit Luftblasen aus den Blaslöchern eingekreist und durch Schläge mit der Fluke betäubt. Die Transients des Nordostpazifiks lauern Robben meist vor deren Rastplätzen am Strand auf und rammen sie mit ihrem Kopf oder schlagen sie mit der Fluke. Vor Argentinien lassen sich Schwertwale absichtlich stranden, um junge Robben in der Brandung zu fangen. Dazu schwimmen teilweise mehrere Schwertwale in einer Reihe auf den Strand zu, um den Robben den Weg abzuschneiden. Von Antarktis-B-Schwertwalen ist bekannt, dass sie Eisschollen auf Robben und Pinguine überprüfen, die Eisschollen in kleinere Teile zerlegen und dann durch gemeinsames Schwimmen eine Welle erzeugen. Diese wirft das Beutetier von der Eisscholle. Schwertwale vor Neuseeland erbeuten oft Plattenkiemer – nebst Rochen auch Haie wie den Riesenhai, den Blauhai, den Glatten Hammerhai oder den Gemeinen Fuchshai. Die beiden Schwertwale Port und Starboard haben sich vor Namibia und Südafrika auf die Jagd auf Haie spezialisiert. Ein männlicher Schwertwal, der Moctezuma genannt wird, wurde im Golf von Kalifornien mehrfach beobachtet wie er gemeinsam mit Artgenossen junge Walhaie erbeutete.

Schwertwale sind auch dafür bekannt, andere Wale zu jagen. Am häufigsten sind dies kleine Wale wie andere Delfine – dazu schließen sich Schwertwale oft zu größeren Gruppen zusammen. Wenn Schwertwale Schulen von Delfinen angreifen, sondern sie einzelne Individuen ab und verfolgen diese bis zu deren Erschöpfung. Der Delfin wird dann unter anderem durch Rammen, Schläge mit der Fluke und Bisse getötet. Insbesondere von großen Bartenwalen werden meist die Kälber angegriffen. Angriffe auf ausgewachsene Bartenwale oder Pottwale sind hingegen sehr selten. Zwar tragen je nach Region bis zu 40 Prozent der großen Wale Narben von Schwertwalangriffen, jedoch waren diese meist bereits vor Beginn von Untersuchungen vorhanden. Auch über mehrere Jahre zeigten nur sieben Prozent einer untersuchten Buckelwalpopulation neue Narben von Angriffen. In einem publizierten Fall wurde ein großer Blauwal angegriffen: Während einige Schwertwale den Wal am Abtauchen hinderten, indem sie unter seinem Bauch schwammen, bissen andere Schwertwale in die Flossen des Blauwals.

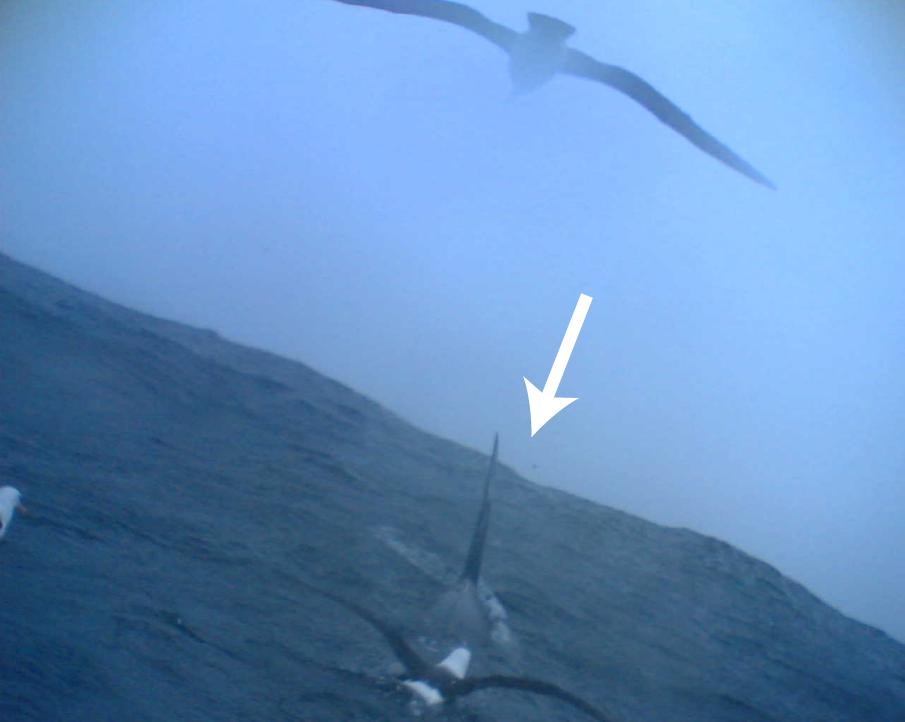
Albatrosse folgen einem Schwertwal; Das Bild wurde durch eine am Vogel befestigte Kamera aufgenommen.

Nachdem ein großes Beutetier getötet ist, teilen Schwertwale die Nahrung in vielen Fällen unter ihren Artgenossen auf. Beim Fressverhalten fällt auf, dass Schwertwale nur bestimmte Körperteile ihrer Beute fressen und den Rest übrig lassen, bei Pinguinen zum Beispiel nur die Brustmuskeln. Von großen Walen werden nur die Zunge, die Lippen und der Blubber gefressen, von Haien oft nur die Leber und auch Robben werden von Schwertwalen entweidet, um an bevorzugte Körperteile zu gelangen. Wenn bei der Nahrungsaufnahme des Schwertwals Beutestücke übrig bleiben, so werden sie oft von Seevögeln gefressen. Dieses Verhalten ist unter anderem von Möwen, Raubmöwen, Albatrossen und Sturmvögeln bekannt. Gerade in beutearmen Zeiten könnte dieser Kommensalismus energetisch effizienter als eigenständiger Beutefang sein, oder die Vögel können so leichter Nahrungsgründe aufspüren. Von einigen Seevögeln ist auch bekannt, dass sie Schwertwalen aktiv folgen. Sie zielen offenbar auch auf Nahrungsreste ab, zumal ein Schwertwal leichter als übliche Beutetiere zu finden ist.
Ein großer männlicher Schwertwal hat einen täglichen Energiebedarf von rund 358 MJ. Eine Population von Schwertwalen als Spitzenprädatoren kann damit einen merklichen Einfluss auf ein Ökosystem haben. Ein über wenige Jahre erfolgter 50-prozentiger Rückgang einer Königspinguin-Kolonie wird auf Bejagung durch Schwertwale zurückgeführt.

### Wanderungen
Das Wanderverhalten der Schwertwale ist nur unzureichend verstanden. Von den Schwertwalen vor Norwegen ist bekannt, dass eine Reihe von Gruppen den saisonalen Wanderungen des Herings folgt: Im Winter (später August bis Mitte Januar) konzentriert sich das Vorkommen von Schwertwalen zeitgleich mit dem der Heringe vor dem Norden Norwegens, zum Beispiel vor den Lofoten oder im Tysfjord. Dann wandern die Heringe in ihre Laichgründe im Süden, etwa vor Møre og Romsdal. Auch in den Laichgründen nutzen Schwertwale die hohe Konzentration ihrer Beute aus. Im März und April verstreuen sich die Heringe bis zur nächsten Überwinterung in offenen Gewässern – dasselbe lässt sich beim Schwertwal beobachten. Bei den Residents im NO-Pazifik lässt sich beobachten, dass sie im Sommer dem Lachs zu seinen Laichgründen folgen, die Bewegungsmuster im Winter sind jedoch unbekannt. Meeressäuger-Spezialisten schwimmen weite Gebiete ab und nehmen vergleichsweise wenig vorhersagbare Routen. Dieser häufige Wechsel der Beutegründe geht wohl darauf zurück, dass die Meeressäuger nach einer Weile vorsichtiger werden, wenn Schwertwale vor ihrer Kolonie jagen. Ein Antarktis-B-Wal legt daher im Schnitt rund 57 km/d zurück, der fischfressende Typ C im Schnitt hingegen nur 11–30 km/d. Vor Argentinien sind Populationen bekannt, die jedes Jahr für einige Monate bestimmte Robbenkolonien aufsuchen. Die Ankunft der Schwertwale trifft mit den ersten Schwimmversuchen von Jungtieren zusammen, welche eine leichte Beute darstellen.

## Fortpflanzung und Entwicklung

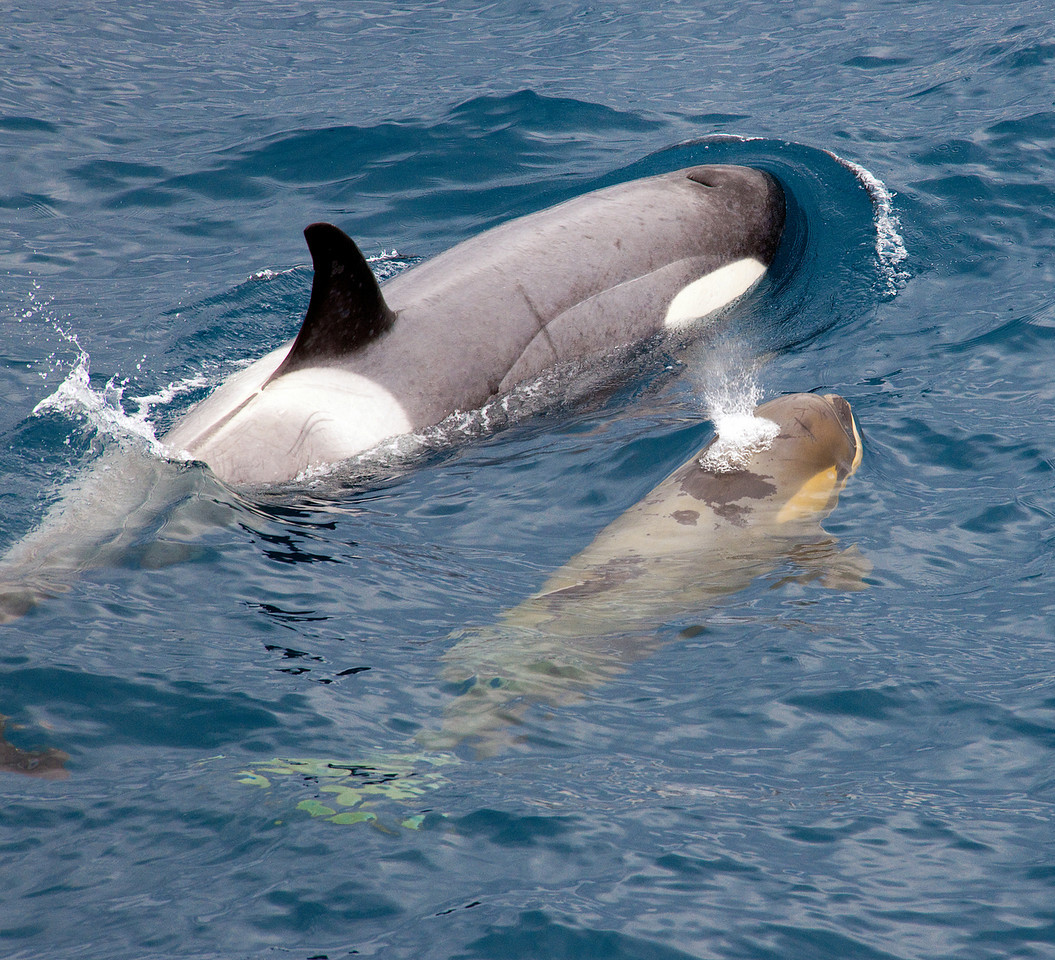
Schwertwalmutter mit Jungtier, Südgeorgien

Über die Fortpflanzung des Schwertwals ist nur wenig bekannt. Schwertwalkühe sind mit einem Alter von 6–10 Jahren geschlechtsreif und haben einen zyklischen Östrus, der gelegentlich für 3–16 Monate unterbrochen wird. Die Tragzeit wird je nach Studie auf 12–18 Monate beziffert. Die saisonale Verteilung von Geburten ist nur wenig bekannt; bei den Resident-Schwertwalen sind die Geburten über das ganze Jahr verteilt, mit einem Schwerpunkt im Herbst. Kälber sind bei der Geburt 2–2,5 m lang und wiegen rund 200 kg. Sie werden nach 1–2 Jahren entwöhnt, nehmen aber vorher bereits feste Nahrung zu sich.
Die Bindung des Jungtiers zur Mutter ist sehr stark. Für die ersten Monate nach der Geburt bei Schwertwalen in Gefangenschaft schlafen sowohl Kalb als auch Mutter nicht – bis jetzt ist nicht geklärt, wozu dieses Verhalten dient und wie sich die Kälber dennoch entwickeln. Ihr erstes Kalb werfen Kühe meist mit 12–14 Jahren, dann gebären sie alle 2–14 Jahre ein weiteres Kalb, bis sie ein Alter von 40 Jahren erreicht haben. Schwertwalkühe werfen in ihrem Leben durchschnittlich 5–6 Kälber. Schwertwalbullen werden mit 12–16 Jahren geschlechtsreif. Mit etwa 20–25 Jahren sind Schwertwale ausgewachsen.

## Sterblichkeit und Lebenserwartung
Junge Schwertwale haben mit 43 % eine sehr hohe Sterblichkeit. Danach nimmt die Sterblichkeit jedoch stark ab, weil Schwertwale keine natürlichen Feinde haben: Bei Jungtieren unter 14,5 Jahren beträgt sie 1,8 %, für erwachsene Bullen 3,9 % und für erwachsene Kühe 1,1 %. Die jährliche Sterblichkeitsrate in Freiheit beträgt im Durchschnitt 2,3 %, in Gefangenschaft zwischen 6,2 und 7,0 %.
Die mittlere Lebenserwartung von Kühen liegt nach den ersten 6 Lebensmonaten bei etwa 50 Jahren, in Ausnahmefällen wird auch ein Alter von 80–90 Jahren erreicht. Bullen hingegen haben eine mittlere Lebenserwartung von etwa 30 Jahren und werden maximal 50–60 Jahre alt.

## Systematik
Die Erstbeschreibung erfolgte 1758 in Carl von Linnés Systema Naturae, wo er noch als Delphinus orca bezeichnet wurde. Der lateinische Gattungsname Orcinus ‚zum Totenreich gehörig‘ wurde 1860 durch Leopold Fitzinger begründet. Das Artepitheton orca geht vielleicht über etruskische Vermittlung auf ὄρυξ óryx (Akkusativ ὄρυγα óryga) zurück, das im Altgriechischen eine unbekannte Walart bezeichnete; wegen des Gleichlauts mit ὄρυξ óryx ‚Spitzeisen‘ war ursprünglich möglicherweise der Narwal gemeint.

### Äußere Systematik
Neuere Systematiken sehen den Großen Schwertwal als Schwestertaxon aller anderer Delfine, mit Ausnahme des Weisseitendelfins.
Die verwandtschaftlichen Verhältnisse zeigt das folgende Kladogramm:

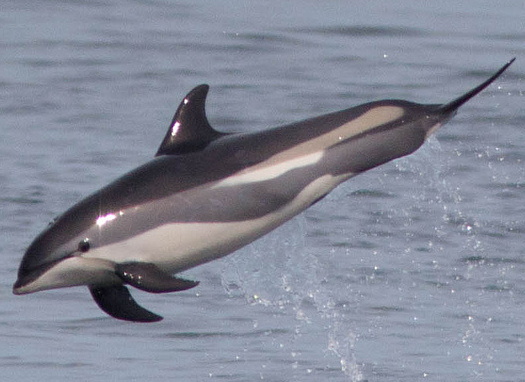
Weißseitendelfin

|  | Unterfamilie Lissodelphininae |
|  | |
|  | \| \| Unterfamilie Globicephalinae (Inkl. Kleiner Schwertwal) \| \| \| \| \| \| Unterfamilie Delphininae (Inkl. Großer Tümmler) \| \| \| \| |
|  | |
|  | Unterfamilie Globicephalinae (Inkl. Kleiner Schwertwal)                                                                                     |
|  | |
|  | Unterfamilie Delphininae (Inkl. Großer Tümmler)                                                                                             |
|  | |

|  | Unterfamilie Globicephalinae (Inkl. Kleiner Schwertwal) |
|  |                                                         |
|  | Unterfamilie Delphininae (Inkl. Großer Tümmler)         |
|  |                                                         |

|  | Unterfamilie Lissodelphininae |
|  | |
|  | \| \| Unterfamilie Globicephalinae (Inkl. Kleiner Schwertwal) \| \| \| \| \| \| Unterfamilie Delphininae (Inkl. Großer Tümmler) \| \| \| \| |
|  | |
|  | Unterfamilie Globicephalinae (Inkl. Kleiner Schwertwal)                                                                                     |
|  | |
|  | Unterfamilie Delphininae (Inkl. Großer Tümmler)                                                                                             |
|  | |

|  | Unterfamilie Globicephalinae (Inkl. Kleiner Schwertwal) |
|  |                                                         |
|  | Unterfamilie Delphininae (Inkl. Großer Tümmler)         |
|  |                                                         |

|  | Unterfamilie Lissodelphininae |
|  | |
|  | \| \| Unterfamilie Globicephalinae (Inkl. Kleiner Schwertwal) \| \| \| \| \| \| Unterfamilie Delphininae (Inkl. Großer Tümmler) \| \| \| \| |
|  | |
|  | Unterfamilie Globicephalinae (Inkl. Kleiner Schwertwal)                                                                                     |
|  | |
|  | Unterfamilie Delphininae (Inkl. Großer Tümmler)                                                                                             |
|  | |

|  | Unterfamilie Globicephalinae (Inkl. Kleiner Schwertwal) |
|  |                                                         |
|  | Unterfamilie Delphininae (Inkl. Großer Tümmler)         |
|  |                                                         |

|  | Unterfamilie Lissodelphininae |
|  | |
|  | \| \| Unterfamilie Globicephalinae (Inkl. Kleiner Schwertwal) \| \| \| \| \| \| Unterfamilie Delphininae (Inkl. Großer Tümmler) \| \| \| \| |
|  | |
|  | Unterfamilie Globicephalinae (Inkl. Kleiner Schwertwal)                                                                                     |
|  | |
|  | Unterfamilie Delphininae (Inkl. Großer Tümmler)                                                                                             |
|  | |

|  | Unterfamilie Globicephalinae (Inkl. Kleiner Schwertwal) |
|  |                                                         |
|  | Unterfamilie Delphininae (Inkl. Großer Tümmler)         |
|  |                                                         |

|  | Unterfamilie Lissodelphininae |
|  | |
|  | \| \| Unterfamilie Globicephalinae (Inkl. Kleiner Schwertwal) \| \| \| \| \| \| Unterfamilie Delphininae (Inkl. Großer Tümmler) \| \| \| \| |
|  | |
|  | Unterfamilie Globicephalinae (Inkl. Kleiner Schwertwal)                                                                                     |
|  | |
|  | Unterfamilie Delphininae (Inkl. Großer Tümmler)                                                                                             |
|  | |

|  | Unterfamilie Globicephalinae (Inkl. Kleiner Schwertwal) |
|  |                                                         |
|  | Unterfamilie Delphininae (Inkl. Großer Tümmler)         |
|  |                                                         |

|  | Unterfamilie Lissodelphininae |
|  | |
|  | \| \| Unterfamilie Globicephalinae (Inkl. Kleiner Schwertwal) \| \| \| \| \| \| Unterfamilie Delphininae (Inkl. Großer Tümmler) \| \| \| \| |
|  | |
|  | Unterfamilie Globicephalinae (Inkl. Kleiner Schwertwal)                                                                                     |
|  | |
|  | Unterfamilie Delphininae (Inkl. Großer Tümmler)                                                                                             |
|  | |

|  | Unterfamilie Globicephalinae (Inkl. Kleiner Schwertwal) |
|  |                                                         |
|  | Unterfamilie Delphininae (Inkl. Großer Tümmler)         |
|  |                                                         |

|  | Unterfamilie Lissodelphininae |
|  | |
|  | \| \| Unterfamilie Globicephalinae (Inkl. Kleiner Schwertwal) \| \| \| \| \| \| Unterfamilie Delphininae (Inkl. Großer Tümmler) \| \| \| \| |
|  | |
|  | Unterfamilie Globicephalinae (Inkl. Kleiner Schwertwal)                                                                                     |
|  | |
|  | Unterfamilie Delphininae (Inkl. Großer Tümmler)                                                                                             |
|  | |

|  | Unterfamilie Globicephalinae (Inkl. Kleiner Schwertwal) |
|  |                                                         |
|  | Unterfamilie Delphininae (Inkl. Großer Tümmler)         |
|  |                                                         |

|  | Unterfamilie Lissodelphininae |
|  | |
|  | \| \| Unterfamilie Globicephalinae (Inkl. Kleiner Schwertwal) \| \| \| \| \| \| Unterfamilie Delphininae (Inkl. Großer Tümmler) \| \| \| \| |
|  | |
|  | Unterfamilie Globicephalinae (Inkl. Kleiner Schwertwal)                                                                                     |
|  | |
|  | Unterfamilie Delphininae (Inkl. Großer Tümmler)                                                                                             |
|  | |

|  | Unterfamilie Globicephalinae (Inkl. Kleiner Schwertwal) |
|  |                                                         |
|  | Unterfamilie Delphininae (Inkl. Großer Tümmler)         |
|  |                                                         |

### Innere Systematik
Ob der Schwertwal nur eine Art darstellt oder in mehrere Arten aufgespalten werden sollte, wird seit dem 19. Jahrhundert diskutiert. Obwohl zwischen den Ökotypen deutliche unterschiedliche Verhaltensweisen, verschiedener Körperbau und reproduktive Isolation vorliegen, konnte sich bis vor kurzem keine Auftrennung durchsetzen. In einer jüngeren Studie (Morin u. a. 2010) wurde das mitochondriale Genom (die komplette mitochondriale DNA) von 139 Schwertwalen aus verschiedenen Regionen sequenziert und kladistisch analysiert. Die Ergebnisse sprechen sehr stark dafür, eine Reihe von separaten Arten und Unterarten aufzustellen. Nach molekularer Uhr vollzog sich die Aufspaltung in verschiedene Ökotypen vor 700.000–150.000 Jahren. Bei der Untersuchung der gut erforschten Populationen im Nordpazifik wurden zwei Ökotypen, Bigg’s-Schwertwal und der Residente Schwertwal, in einer Ende März 2024 veröffentlichten Arbeit zu eigenständigen Arten erklärt (Orcinus rectipinnus und Orcinus ater).

## Schwertwale und Mensch

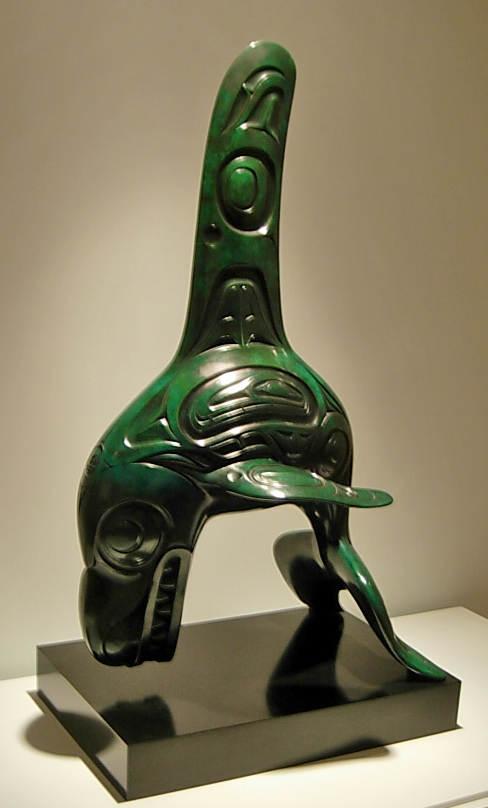
Haida-Skulptur von Bill Reid

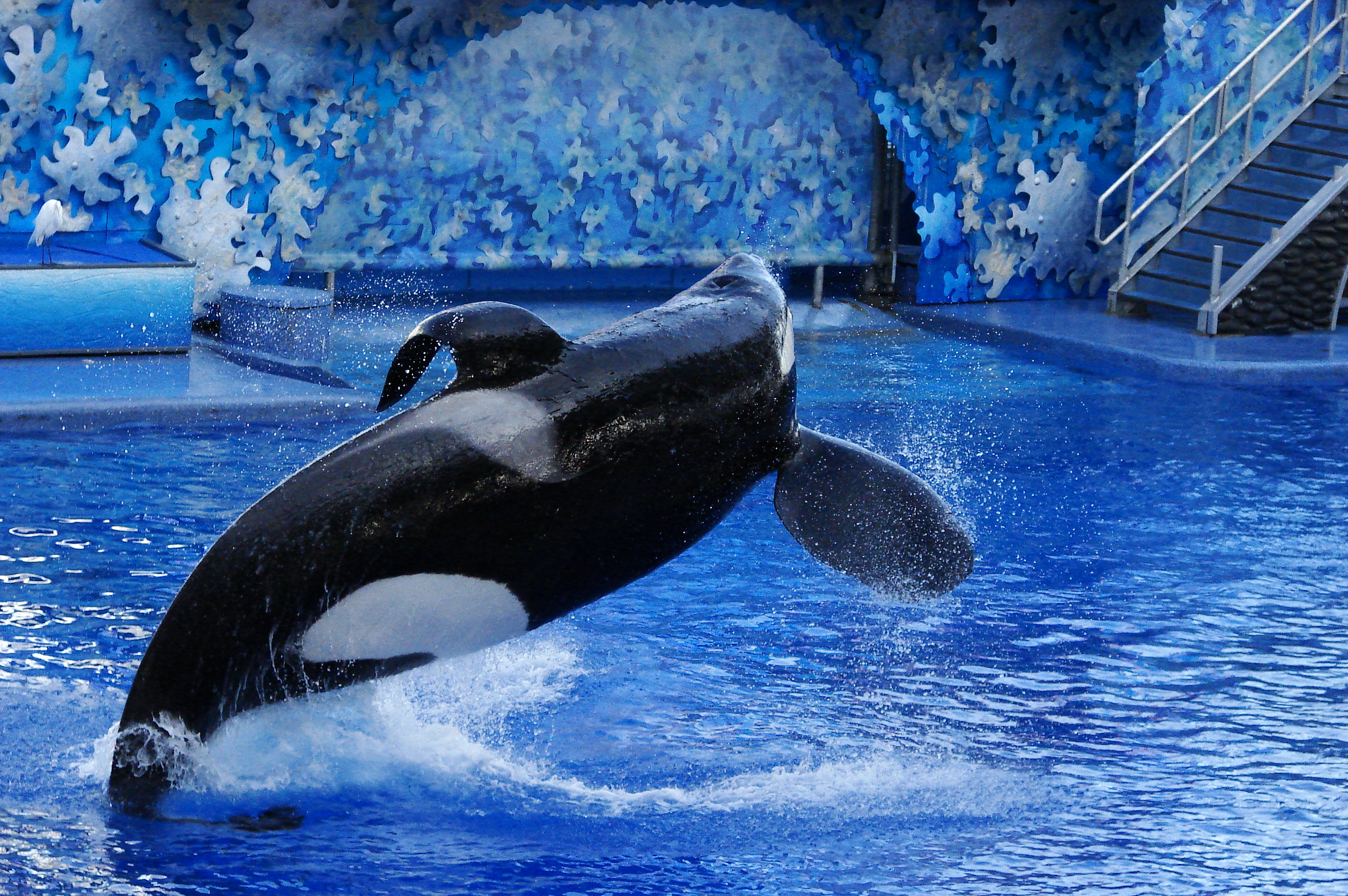
Schwertwal „Tilikum“ bei einer Vorführung. Deutlich zu sehen ist die herunterhängende Rückenfinne

Der Schwertwal war vom Walfang nicht so stark betroffen wie andere Arten. Japanische Walfänger erlegten von 1946 bis 1981 jährlich im Schnitt 43 Exemplare, hauptsächlich für den menschlichen Verzehr. Der norwegische (1938–1981, durchschnittlich 56 pro Jahr) und der russische (1939–1975, durchschnittlich 26, in der Saison 1979/1980 jedoch 916) Walfang zielte hingegen auf die Produktion von Tierfutter ab. Nach Daten vom Stand 2008 werden noch kleine Stückzahlen vor Japan, Indonesien, Grönland und einigen karibischen Inseln erlegt.
Mitte der 1950er Jahre ersuchte die isländische Regierung die US-Streitkräfte um Hilfe, da große Schwertwal-Herden im Nordatlantik aus der Sicht der Isländer die Heringsbestände und die Schleppnetze der Fischer bedrohten. Auf Island stationierte US-Flugzeuge nutzten daher über mehrere Jahre Schwertwale als Übungsziele und beschossen die Wale im Tiefflug mit Maschinengewehren und Raketen und warfen Wasserbomben auf die Tiere ab. Es wird davon ausgegangen, dass hunderte von Schwertwalen in den 1950er Jahren durch US-Flugzeuge getötet wurden.
Ab 1960 rückte jedoch für die US-Navy mit dem Beginn des sog. Marine Mammal Program (NMMP) die Erforschung des militärischen Nutzens von Meeressäugetieren wie Walen bzw. Delfinen und Seelöwen in den Fokus. So wurde zum Beispiel im Rahmen des Projektes „Deep Ops“ die Bergung von Objekten wie Torpedos in einer Tiefe von bis zu 1.000 Metern mit Grind- und Schwertwalen erprobt.
Schwertwale werden von zahlreichen indigenen Kulturen verehrt; auch spielen sie in der Populärkultur eine Rolle, etwa in den Free-Willy-Filmen. Sie gehören zu den bevorzugten Arten beim Whale Watching und sind ein beliebtes Modell für aufblasbare Gummitiere. Angriffe frei lebender Schwertwale auf Menschen sind sehr selten und könnten auch mit einer Überfischung durch Hochseeflotten zusammenhängen. Schwertwale in Delfinarien haben jedoch in mehreren Fällen Menschen angegriffen und getötet, was auch mit der beengten Haltung zusammenzuhängen scheint. Besonders bekannt ist in dieser Hinsicht der Wal Tilikum, der für drei dieser Fälle verantwortlich gemacht wurde.

### Zwischenfälle mit Segelbooten
In der Straße von Gibraltar und vor den iberischen Küsten wurden seit Mitte 2020 über 200 Vorfälle gemeldet (Stand Juni 2022), bei denen Orcas Boote, fast ausschließlich Segelyachten, rammten. Davor waren glaubhafte Berichte von derartigen Interaktionen zwischen Orcas und Booten seltene Ausnahmen. Die größten Schäden verursachten die Tiere an den Ruderanlagen; die Boote waren danach regelmäßig eingeschränkt oder nicht mehr manövrierfähig. Wenn auch nicht so häufig, waren ebenfalls Kiel und Rumpf der Boote beschädigt worden. Laut Forschern der Arbeitsgruppe Iberian Orca scheinen die Schwertwale die Funktion des Ruders zu verstehen. Als Ursache für ihr Verhalten wird Nahrungskonkurrenz vermutet; unstrittig ist, dass die iberischen Schwertwale unter starkem Stress stehen. Die Arbeitsgruppe Iberian Orca entwickelte einen Verhaltenskodex für Bootsführer, der dazu beitragen soll, dass Boote sicher durch die Gewässer gelangen können und dass Orcas nicht zusätzlich gefährdet werden.
Bis Juli 2022 blieben diese wiederkehrenden Interaktionen zwischen Orcas und Segelyachten, bis auf reparaturbedürftige Schäden an Kiel, Rumpf und Ruder, weitgehend folgenlos.
Am 31. Juli 2022 kam es dann zum ersten Seenotfall in Folge einer Interaktion zwischen Orcas und einer Segelyacht. Diese wurde 11 km vor der portugiesischen Küste so oft und heftig gerammt, dass sie aufgrund der strukturellen Schäden zu sinken begann. Daraufhin setzte die Crew einen Notruf ab und evakuierte die Yacht. Das MRCC Lissabon empfing den Mayday kurz nach Mitternacht und organisierte zusammen mit der Portugiesischen Marine sowie den Hafenbehörden von Sines die Rettung der fünf Crewmitglieder.
Am 1. November 2022 wurde eine Segelyacht ca. 22 km vor der portugiesischen Küste von mehreren Orcas eingekreist und gerammt. Die Interaktion dauerte ca. 50 Minuten. Auch hier sah sich die Crew, nach Lecks im Rumpf und folgenden schweren Wassereinbruch, gezwungen die Yacht zu evakuieren und begab sich in ihre Rettungsinsel. Alle Besatzungsmitglieder konnten gerettet werden.
In der Nacht vom 4. auf den 5. Mai 2023 wurde die Segelyacht Champagne an der spanischen Küste in der Nähe von Gibraltar von mehreren Schwertwalen schwer beschädigt und erlitt Wassereinbruch. Die Crew konnte von der örtlichen Küstenwache gerettet werden. Der Versuch, die Segelyacht zu bergen, scheiterte und das Schiff sank.
Am 19. Juni 2023 kam es erstmalig zu einem Vorfall in der schottischen Nordsee in der Nähe der Shetlandinseln.

### Schwertwale in Gefangenschaft
1964 wurde erstmals ein Schwertwal in einem Aquarium in Vancouver ausgestellt. Seither sind Schwertwale beliebte Tiere in Delfinarien, wo sie aufgrund ihrer Intelligenz Kunststücke lernen und vorführen. Diese Haltungsform ist umstritten.

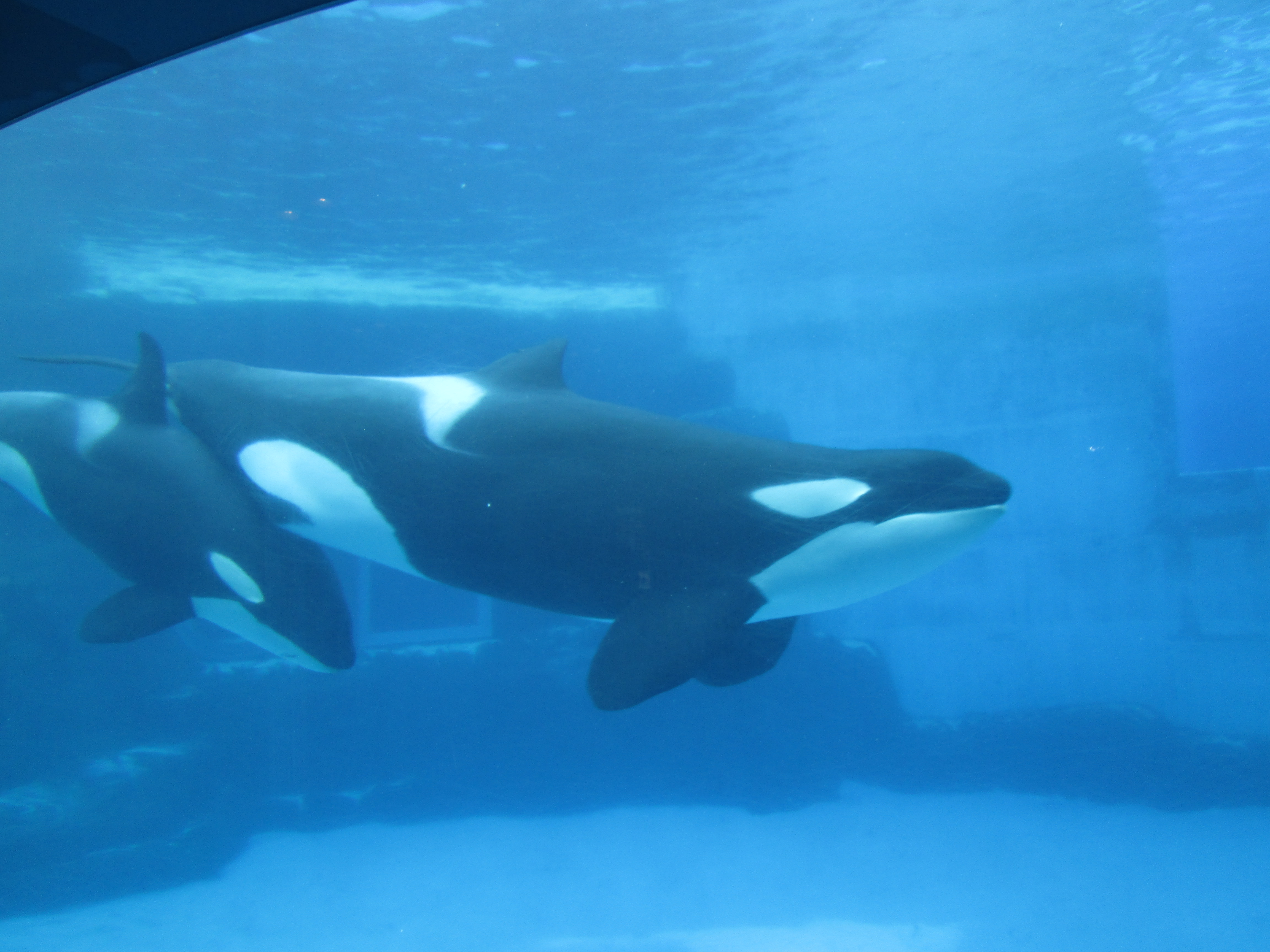
Schwertwalweibchen „Stella“ mit halbwüchsiger Tochter „Lynn“, Port of Nagoya Aquarium, Japan

Auffällig ist, dass die große Rückenflosse der Männchen in Gefangenschaft umklappt. Dabei gibt es verschiedene Stufen zwischen fast völlig liegenden und nur leicht geneigten Flossen. Die Finne enthält keinen Knochen als Stütze, stattdessen hält Kollagen sie aufrecht. Eine Veränderung der Struktur des Kollagens bewirkt schließlich das Umklappen. Mögliche Gründe sind eine Störung des Wasserhaushalts durch veränderte Wasserwerte, geringerer Blutdruck wegen verminderter Aktivität oder zu große Hitze, da die Finne in flachen Becken öfter über Wasser gehalten wird. Kollabierte Rückenflossen kommen auch in der Natur vor, sind hier aber deutlich seltener und auch häufiger in direkten Zusammenhang mit einer Ursache (bspw. Verletzung der Rückenflosse durch Schiffsschraube) zu bringen. Die kollabierte Rückenflosse selbst scheint zwar keine Auswirkung auf die Gesundheit der Orcas zu haben, sehr wohl kann sie aber Symptom einer beeinträchtigten Gesundheit sein.
In europäischen und nordamerikanischen Delfinarien leben überwiegend Schwertwale, die in Gefangenschaft geboren sind. Grundlage ist das Schwertwal-Zuchtprogramm der SeaWorld-Parks. 2016 gab das Unternehmen bekannt, die Zucht einzustellen. Zwischen 2012 und 2015 wurden in russischen Gewässern Schwertwale gefangen, um mit ihnen in Russland und China ein Zuchtprogramm zu beginnen, bis September 2023 wurden mindestens fünf Kälber geboren, von denen vier noch leben.

### Aktuell gehaltene Schwertwale
- Europäische Union: 6, davon 0 Wildfänge, ein gerettetes Exemplar
- Nordamerika: 17, davon 3 Wildfänge
- Japan: 7, davon 1 Wildfang
- China: 22–24, davon 15–17 Wildfänge
- Russland: ca. 1–3, ausschließlich Wildfänge

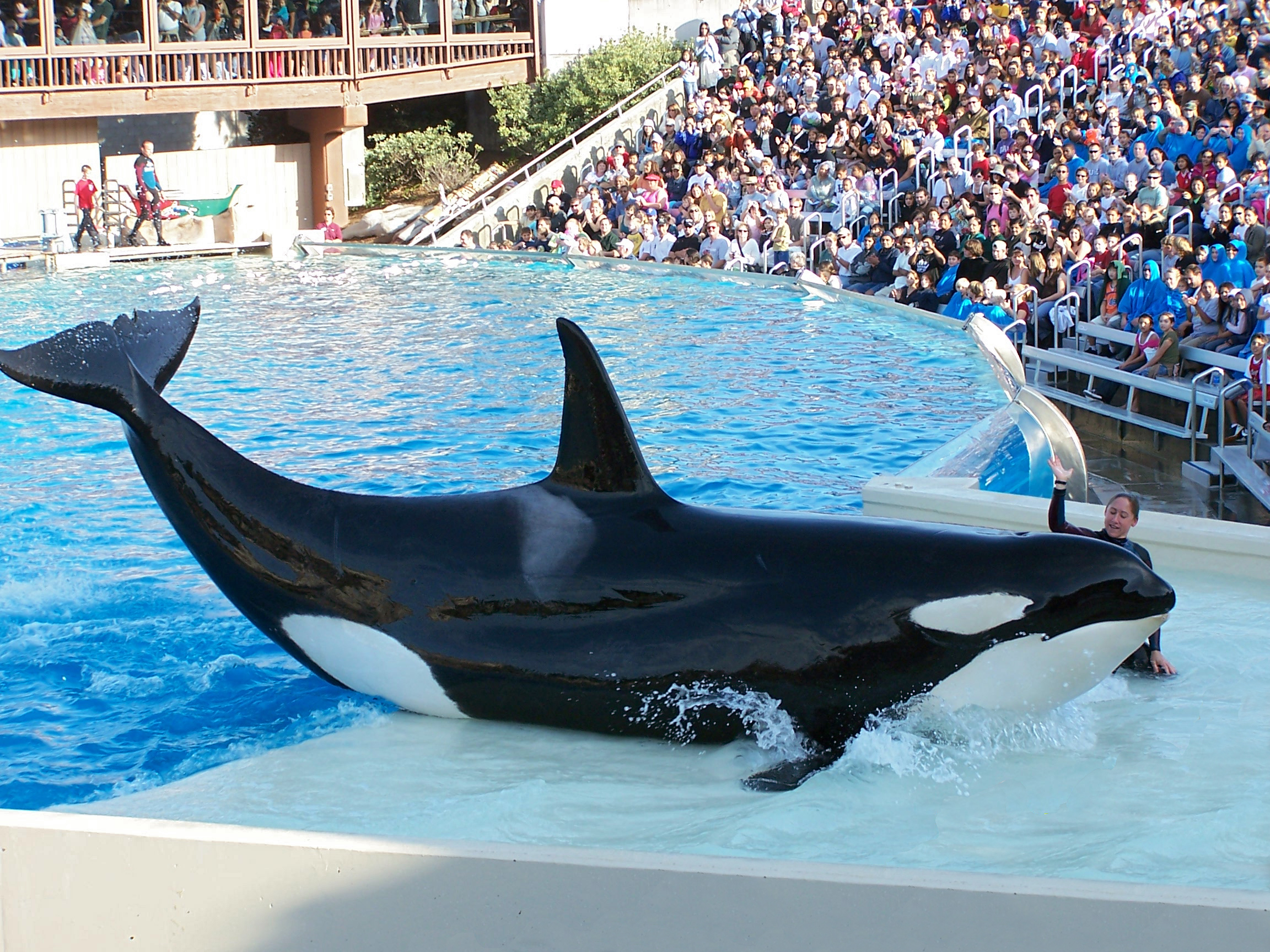
Schwertwalweibchen „Corky“ bei einer Show 2005, SeaWorld San Diego

Quelle: Stand Juni 2025

### Bekannte Schwertwale
- Granny wurde bekannt, da ihr Alter auf über 100 Jahre geschätzt wurde, was sich letztendlich als falsch herausstellte; starb 2016 in einem geschätzten Alter von 65 bis 80 Jahren.[90]
- Lolita lebte über 40 Jahre ohne Kontakt zu Artgenossen im kleinsten Schwertwalbecken der Welt, starb 2023 als zu dem Zeitpunkt zweitältester Schwertwal in menschlicher Obhut.
- Corky wurde 1969 gefangen; ältester lebender Schwertwal in menschlicher Obhut; lebt in SeaWorld San Diego.
- Morgan, 2010 aus dem Wattenmeer gerettet, lebt mittlerweile im Loro Parque auf Teneriffa.
- Tilikum lebte in den SeaWorld-Parks, war in den Tod mehrerer Menschen verwickelt; starb 2017.
- Luna, Teil der Southern Resident-Population, lebte jahrelang allein in einem Fjord von Vancouver Island; starb 2006.
- Keiko, Hauptdarsteller der Free-Willy-Filme, wurde nach Abschluss der Filme von Warner gekauft und in aufwendigem Verfahren ausgewildert, starb 2003.
- Old Tom half australischen Fischern bei der Jagd auf andere Wale; starb 1930.
- Iceberg: weißer Schwertwal, der 2010 an der nordöstlichen Küste Russlands gesichtet wurde; war 2016 noch am Leben.
- Port und Starboard: Zwei männliche Schwertwale, die seit spätestens 2015 vor Küste Südafrikas Haie jagen, um deren Leber zu fressen.[91][92][93]

## Bestand und Gefährdung
Den weltweiten Bestand des Schwertwals schätzen Forney & Wade (2007) auf mindestens 50.000 Exemplare. Die Rote Liste gefährdeter Arten der IUCN listet den Schwertwal als data deficient, es fehlen also genügend Daten für eine Einstufung. Grund ist die taxonomische Unsicherheit: Aus weltweiter Perspektive ist der Schwertwal nicht bedroht, einige lokale Populationen erleiden jedoch starke Bestandseinbußen. Werden diese nun als Arten abgetrennt, so müssten diese in einen hohen Bedrohungsgrad eingestuft werden. Zu den Gründen für die lokalen Bestandsrückgänge zählt unter anderem gezielter Abschuss durch Fischer, da Schwertwale Fische von Langleinen verzehren. Gelegentlich werden lebende Schwertwale für Delfinarien gefangen, in Russland wurde zu Beginn 2019 der Fang von Orcas zwecks Verkauf nach China gerechtfertigt. Lokal wird noch Walfang am Schwertwal betrieben. Ein weiterer Gefährdungsfaktor ist die Umweltverschmutzung: Einerseits durch die Bioakkumulation von polychlorierten Biphenylen (PCB) in Schwertwalen, andererseits durch Ölverschmutzung. Zuletzt kann Mangel an Beutetieren eintreten, etwa durch Überfischung oder Umweltgifte. Dies trifft insbesondere hochgradig spezialisierte Schwertwalpopulationen.
Die im Gewebe von Schwertwalen gefundene PCB-Konzentration beeinflusst die Fortpflanzung und das Immunsystem der Tiere und bedroht weltweit über die Hälfte der Schwertwalpopulationen. Betroffen sind vor allem Populationen, die in der Nähe von Industrieregionen leben. Auch die Schwertwale an den europäischen Küsten sind davon betroffen. Während sie in der Nordsee schon länger ausgestorben sind, bestehen die Populationen vor Großbritannien und in der Straße von Gibraltar nur noch aus wenigen Tieren.
Während die Spezies keinem Gefährdungsgrad zugeordnet wird, sind einzelne Populationen stark bedroht. So ist die Southern-Resident-Population im nordöstlichen Pazifik die einzige Schwertwalpopulation, die durch den United States Fish and Wildlife Service als gefährdet eingestuft wird. Sie unterliegt dem Schutz durch den Endangered Species Act. Die Population besteht aus deutlich unter 100 Tieren, mitunter wurden jahrelang keine Jungtiere geboren.

## Trivia
Der Spaekhugger, dänisch nach dem Schwertwal bezeichnet, ist ein hochseetauglicher Segelschiffstyp, dessen Bootsrumpf mit Kiel an den Rücken und die Finne eines Schwertwals erinnert.

## Film
- The Whale and the Raven. Deutschland/Kanada 2019. Drehbuch & Regie Mirjam Leuze. Produzent Cedar Island Films. EA im deutschsprachigen Raum: 10. Mai 2019, München, Kino Rio 1, Ton engl., Untertitel dt. (anschl. Gespräch mit dem Filmteam, darunter Walforscher Hermann Meuter und Walforscherin Janie Wray, sowie mit Shirley Vercruysse vom National Film Board of Canada). Film in Zusammenarbeit mit ARTE sowie Film- und Medienstiftung NRW.
- Faszinierende Orcas. Regie: Yanick Rose, Volker Barth, Michael Allder, Dokumentarfilm, ARTE F, Kanada, Frankreich, Deutschland, 52 Minuten, 2020